# 이스라엘 군정청
군정청(히브리어: הממשל הצבאי, 아랍어: الحكم العسكري الإسرائيلي, 영어: Military Governorate)은 1967년 6월 제3차 중동 전쟁 이후 서안 지구, 가자 지구, 시나이반도, 골란고원 서부의 민간인을 통제하기 위해 설립한 군사 통치 체계이다. 군정은 점령지에서의 군사 통치를 규정한 제4차 제네바 협약에 따라 이루어졌으나, 동예루살렘은 1967년부터 이미 실질적인 합병 절차에 들어가, 1980년에 이스라엘에 완전히 합병되었다. 군정 기간 국제 사회 일각에서는 군정청의 관할 구역을 아랍의 점령지(Occupied Arab Territories)라고 부르기도 했다.
1982년 이집트–이스라엘 평화 조약에 따라 이스라엘은 시나이반도를 포기하였으며, 서안 지구와 가자 지구의 군정을 민정으로 변경하였고, 골란고원은 같은 해 합병함으로써, 군정 체계는 완전히 폐지되었다.

## 설립
제3차 중동 전쟁은 1967년 6월 5일, 국경에 이집트군이 밀집하자 이스라엘이 이집트 비행장을 기습하며 발발하였다. 전쟁 전 이미 양 측의 긴장은 극도에 달해 있었는데, 팔레스타인 해방기구는 이스라엘 목표를 대상으로 사보타주를 감행했고, 이에 대한 대응으로 이스라엘은 요르단이 점령하고 있던 서안 지구를 습격했으며 시리아 쪽으로 전투기를 파견해 시리아 상공에서 공중전이 벌어졌다. 시리아는 야포를 이용해 국경 근처의 이스라엘 정착촌을 폭격했으며, 이스라엘은 이에 대응해 시리아 국경 근처의 비무장지대를 침입함과 동시에 골란고원을 점령하였다. 이집트가 티란 해협을 봉쇄하자, 이스라엘은 군대를 국경에 배치하고, 유엔 완충군에게 시나이반도 바깥으로 대피할 것을 명령했다.
이스라엘은 6일 만에 이집트로부터 가자 지구와 시나이반도를, 요르단으로부터 동예루살렘을 포함한 서안 지구를, 시리아로부터 골란고원을 점령하며 승리를 거두었으며, 늘어난 영토에 살고 있던 아랍 인구를 통치하기 위해 군사 정부를 수립하였다. 전쟁 후 이스라엘의 영토는 약 3배 증가하였으며, 점령한 영토에 살고 있던 아랍 인구는 약 100만 명에 달했다. 이스라엘의 전략적 깊이는 남쪽으로 300 km, 동쪽으로 60 km, 북쪽으로 20 km 증가하였는데, 특히 북쪽의 지형은 매우 울퉁불퉁해 6년 후 욤키푸르 전쟁에서 이스라엘이 유용하게 사용하였다.

## 통치

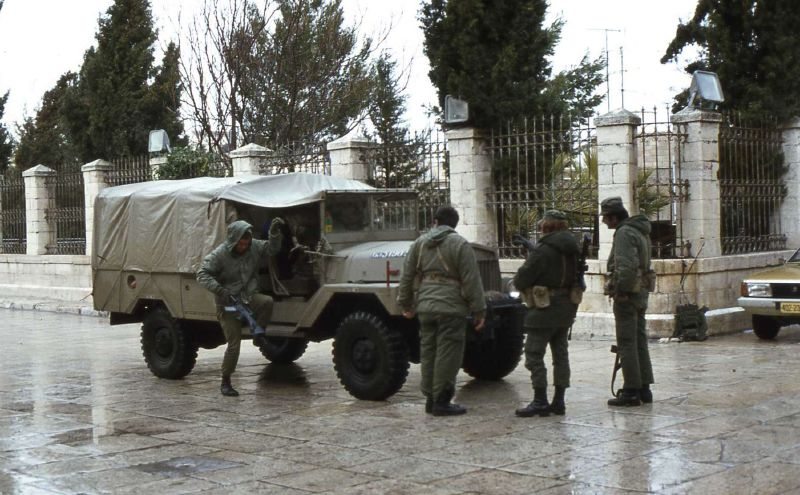
1978년 군정 하의 베들레헴에 있는 이스라엘 군인.

1967년부터 이스라엘은 서안 지구, 가자 지구, 시나이반도, 골란고원에서 군사 통치에 대한 국제법을 규정한 제4 제네바 협약에 따른 군사 통치를 개시하였다. 이 명령에서 동예루살렘만이 예외였는데, 동예루살렘은 1967년부터 행정상으로 예루살렘에 편입되었고, 1980년에는 이스라엘의 법을 동예루살렘까지 적용함으로써 실질적으로 합병하였다.

## 해체 및 변화
군정은 1982년 이집트–이스라엘 평화 조약에 따라 시나이반도를 포기함에 따라 실질적으로 사라졌다. 가자 지구와 서안 지구에서는, 1978년 캠프 데이비드 협정에 따라, 군정을 종료하고 이름을 민정청으로 변경하였다. 골란고원 서부는 같은 해 이스라엘이 완전히 합병함으로써, 군정 체계가 완전히 사라졌다.

## 서안 지구
1967년 전쟁이 끝나기 이전부터 이스라엘은 이미 군정에게 '지역에서의 모든 통치, 입법, 임명, 행정권'을 부여하였다. 1967년 6월 7일 하임 헤르초그 장군은 이스라엘군과 공공의 안녕을 위해서 점령국으로서의 이스라엘의 점령권과 충돌하지 않는 한, 기존에 존재하던 법은 모두 그대로 적용하겠다고 발표하였다. 이스라엘은 영국의 점령 관련 규정이 제4 제네바 협약의 제64조(적국에 의해 점령된 주민의 처우)와 합치하기 때문에 적용할 수 있다고 주장하였으나, 요르단은 이 법령이 수십 년 전 이미 폐지되었으므로 관련한 법을 이스라엘이 계승할 수 없다고 주장했다. 중재를 위해 소환된 유엔 특별 위원회는 1970년 보고서에서 팔레스타인 위임통치령의 1945년 긴급 방어 규정은, 영국 스스로가 폐지했다는 점도 있으며, 제4 제네바 협약의 조항과 충돌하므로 유효하지 않아 팔레스타인 영토에 적용할 수 없다고 발표했다.
1982년 이스라엘 군정청이 해체되고 생겨난 이스라엘 민정청은 사실 이스라엘군의 한 부분이었다. 민정청은 1981년 11월 군령 제947호로서 설립되었으며, 설립 후 몇 달간은 극심한 저항에 부딪혀, 이를 진압하는 과정에서 발생한 사상자가 이후 15년 간 발생한 사상자보다 더 많을 정도였다. 1967년부터 2014년까지 이스라엘 행정부는 서안 지구에서 군령 약 1,680개를 발령하였다. 이스라엘 방위군은 이론적으로 중립을 지켜야 했지만, 점령지의 통치와 정착촌 방어 과정에서 분쟁의 정쟁에 휘말렸다. 당초 정착촌의 방어는 정착민에게 맡겨야 한다는 원칙이 있었으나, 초기 민병대는 방위군에게 급여를 받고 훈련을 진행했으며, 현재는 방위군이 정착촌을 지키고 있다.
오슬로 협정이 체결된 시기에 서안 지구 거주민의 47%는 난민이었으며, 11%는 난민 수용소에 살고 있었다. 아리엘 샤론의 정책의 일환으로 민정청은 당초 헤브론 지역만을 위해 개발된 촌락 연맹을 서안 지구 전역으로 확장했는데, 이는 직접적인 정치적 표현을 방지하기 위함이었다. 1976년 지방 선거에서는 국가주의자 후보 다수가 당선되었는데, 대부분은 최종적으로 해고되거나, 추방되기도 했다. 촌락 연맹은 분쟁을 해결하고 농촌 개발을 촉진하는 것이 목적이었지만, 도심에서 농민들의 분노를 불러일으켰고, 조지 비샤라트에 따르면, 구성원들은 이스라엘과 협력한다는 비판을 받았으며, 민병대 대원들은 지급받은 기관총을 민간인을 위협하는 데 사용하였다.
2017년 이스라엘의 싱크탱크인 몰라드에 의하면, 이스라엘 방위군 병력의 50%에서 75% 가량은 서안 지구에 배치되어 있으며, 지역 여단 7개가 보조 전투 대대의 지원을 받는 형태로, 이스라엘 국경 경찰과 이스라엘 공군 등 여러 특수부대도 같이 주둔하고 있다. 방위군이 테러를 막는 데 투입되는 경우는 20% 가량에 불과하며, 나머지 80%는 정착촌 방어에 사용된다. 헤브론에서만 보병 사단 1개치인 군인 2,000명이, 국경 경찰대 3개 중대와 함께, 이스라엘인 500 ~ 800명 가량을 지키기 위해서 교대 근무하고 있다. 몰라드는 정착촌을 방어하는 것이 이스라엘 전체의 안보에 악영향을 준다고 평가하였다.
이스라엘의 국방 분야 최고 전문가들은 과거에 정착촌이 국가 안보에 도움을 주었을 수는 있지만, 지금은 아니라는 데 동의한다. 이스라엘 민간인이 서안 지구에 분산되어 거주하도록 하는 것은 나라를 지키는 것을 돕지 않고, 대신 보안군을 방해하고, 국방 예산을 고갈시키며, 방어선을 길게 함으로써 군의 일을 복잡하게 한다. 보안군은 이스라엘에 대한 테러와 싸우는 데 집중하는 대신 팔레스타인 영토의 한가운데 살기로 한 민간인을 지키는 데 상당한 자원을 분산해야 한다."